# 本多忠肇
本多 忠肇（ほんだ ただはつ）は、江戸時代後期の三河国岡崎藩の世嗣。

## 略歴
播磨国山崎藩主・本多忠鄰の四男として誕生。
宗家である本多忠民の養子となるが、家督相続前の慶応元年（1865年）に早世した。代わって、信濃国小諸藩から忠直が養子に迎えられ、嫡子となった。